# آنت سیکولند
آنت سیکولند (انگلیسی: Annette Sikveland؛ زادهٔ ۲۵ آوریل ۱۹۷۲) ورزشکار دوگانه اهل نروژ است.